# 日本內閣總理大臣列表
內閣總理大臣（日语：〔〕／ Naikaku sōri daijin */?）是日本的政府首腦，主要職責為領導內閣運作、主持內閣會議及皇室會議，並代表內閣向國會提出施政報告。
自首任內閣總理大臣伊藤博文於1885年就任至今，共歷經103任，總計65人曾擔任此職，其中單任任期最長者為桂太郎（第一次桂內閣，任期達1,681日），最短者為東久邇宮稔彥（東久邇宮內閣，任期僅54日）；連續在任時間最久和總計任期最久者皆為安倍晋三（連續在任2,824日，總計任期達3,188日）。現任內閣總理大臣為石破茂，於2024年10月1日就任。

## 列表
在《日本國憲法》施行前，內閣總理大臣職務的法源依據先後有《內閣職權》（1885年12月22日施行）和《內閣官制》（1889年12月24日施行，取代《內閣職權》）等，而具有憲法地位的《大日本帝國憲法》（1889年2月11日公布，1890年11月29日起施行）中天皇的權力加強，同時並未提到「內閣」、「內閣總理大臣」等詞，僅有國務大臣職位之設置，代表內閣總理大臣在憲法中僅為「國務大臣之一」。 依據《內閣職權》，內閣總理大臣為各（國務）大臣之首，主要職責為承天皇的旨令制定政策、統領各行政部門，而各國務大臣需不時向內閣總理大臣報告情況；而在《內閣官制》中，內閣總理大臣的權力遭到限縮，雖名義上仍為各國務大臣之首，不過僅有「同輩者之首」的地位，對其他國務大臣的控制力也較前《內閣職權》中賦予的減弱許多。首任內閣總理大臣為伊藤博文，於1885年12月22日就任；而在《大日本帝國憲法》體制下就任的首任內閣總理大臣則是山縣有朋，於1889年12月24日就任。
《日本國憲法》於1946年11月3日公布，1947年5月3日起施行，取代《大日本帝國憲法》的地位。《日本國憲法》以及後來制定的《內閣法》（1947年5月3日施行）對內閣總理大臣和內閣的整體組織架構及職務內容做出了規範，其中內閣總理大臣被正式確立為內閣首長，並被賦予了一些之前沒有的政治權力，包括可自行任免國務大臣而不需要天皇或國會的同意，以及得以閣議決定的政策為基礎指揮和監督行政部門等。首位在《日本國憲法》體制下就任的內閣總理大臣為片山哲（時任日本社會黨委員長），於1947年5月24日經國會選舉指名就任。
下方的表格列出了歷任內閣總理大臣的出身、就任時黨籍、所屬內閣以及任期長度；組閣一次以上者，會在其最後一次組閣處標註總計任期長度。
| 任數                                     | 人數                                     | 姓名                                     | 肖像                                     | 出身                                     | 就任時黨籍                                     | 就任時黨籍                                                              | 所屬內閣                                                                | 任期                                                       | 資料出處                                 |
| 明治時代（1868年10月23日—1912年7月30日） | 明治時代（1868年10月23日—1912年7月30日） | 明治時代（1868年10月23日—1912年7月30日） | 明治時代（1868年10月23日—1912年7月30日） | 明治時代（1868年10月23日—1912年7月30日） | 明治時代（1868年10月23日—1912年7月30日）       | 明治時代（1868年10月23日—1912年7月30日）                                | 明治時代（1868年10月23日—1912年7月30日）                                | 明治時代（1868年10月23日—1912年7月30日）                   | 明治時代（1868年10月23日—1912年7月30日） |
| ---------------------------------------- | ---------------------------------------- | ---------------------------------------- | ---------------------------------------- | ---------------------------------------- | ---------------------------------------------- | ----------------------------------------------------------------------- | ----------------------------------------------------------------------- | ---------------------------------------------------------- | ---------------------------------------- |
| 1                                        | 1                                        | 伊藤博文                                 | 伊藤博文                                 | 周防國 （現山口縣）                      | 無黨籍 （長州閥）                              |                                                                         | 第一次伊藤內閣                                                          | 1885年12月22日—1888年4月30日 （861日）                     | [ 3 ]                                    |
| 2                                        | 2                                        | 黑田清隆                                 | 黑田清隆                                 | 薩摩國 （現鹿兒島縣）                    | 無黨籍 （薩摩閥）                              |                                                                         | 黑田內閣                                                                | 1888年4月30日—1889年10月25日 （544日）                     | [ 4 ]                                    |
| （代理）                                 | —                                        | 三條實美                                 | 三條實美                                 | 山城國 （現京都府）                      | 無黨籍 （原公家）                              |                                                                         | 黑田內閣 （三條暫定內閣）                                               | 1889年10月25日—1889年12月24日 （61日）                     | [ 4 ]                                    |
| 3                                        | 3                                        | 山縣有朋                                 | 山縣有朋                                 | 長門國 （現山口縣）                      | 無黨籍 （長州閥）                              |                                                                         | 第一次山縣內閣                                                          | 1889年12月24日—1891年5月6日 （499日）                      | [ 5 ]                                    |
| 4                                        | 4                                        | 松方正義                                 | 松方正義                                 | 薩摩國 （現鹿兒島縣）                    | 無黨籍 （薩摩閥）                              |                                                                         | 第一次松方內閣                                                          | 1891年5月6日—1892年8月8日 （461日）                        | [ 6 ]                                    |
| 5                                        | —                                        | 伊藤博文                                 | 伊藤博文                                 | 周防國 （現山口縣）                      | 無黨籍 （長州閥）                              |                                                                         | 第二次伊藤內閣                                                          | 1892年8月8日—1896年8月31日 （1,485日）                     | [ 7 ]                                    |
| （代理）                                 | —                                        | 黑田清隆                                 | 黑田清隆                                 | 薩摩國 （現鹿兒島縣）                    | 無黨籍 （薩摩閥）                              |                                                                         | 第二次伊藤內閣                                                          | 1896年8月31日—1896年9月18日 （19日）                       | [ 7 ]                                    |
| 6                                        | —                                        | 松方正義                                 | 松方正義                                 | 薩摩國 （現鹿兒島縣）                    | 無黨籍 （薩摩閥）                              |                                                                         | 第二次松方內閣                                                          | 1896年9月18日—1898年1月12日 （482日） （總計任期943日）    | [ 8 ]                                    |
| 7                                        | —                                        | 伊藤博文                                 | 伊藤博文                                 | 周防國 （現山口縣）                      | 無黨籍 （長州閥）                              |                                                                         | 第三次伊藤內閣                                                          | 1898年1月12日—1898年6月30日 （170日）                      | [ 9 ]                                    |
| 8                                        | 5                                        | 大隈重信                                 | 大隈重信                                 | 肥前國 （現佐賀縣）                      | 憲政黨（總裁）                                 |                                                                         | 第一次大隈內閣                                                          | 1898年6月30日—1898年11月8日 （132日）                      | [ 10 ]                                   |
| 9                                        | —                                        | 山縣有朋                                 | 山縣有朋                                 | 長門國 （現山口縣）                      | 無黨籍 （長州閥）                              |                                                                         | 第二次山縣內閣                                                          | 1898年11月8日—1900年10月19日 （711日） （總計任期1,210日） | [ 11 ]                                   |
| 10                                       | —                                        | 伊藤博文                                 | 伊藤博文                                 | 周防國 （現山口縣）                      | 立憲政友會（總裁）                             |                                                                         | 第四次伊藤內閣                                                          | 1900年10月19日—1901年5月10日 （204日） （總計任期2,720日） | [ 12 ]                                   |
| （代理）                                 | —                                        | 西園寺公望                               | 西園寺公望                               | 山城國 （現京都府）                      | 立憲政友會                                     |                                                                         | 第四次伊藤內閣                                                          | 1901年5月10日—1901年6月2日 （24日）                        | [ 12 ]                                   |
| 11                                       | 6                                        | 桂太郎                                   | 桂太郎                                   | 長門國 （現山口縣）                      | 無黨籍 （長州閥）                              |                                                                         | 第一次桂內閣                                                            | 1901年6月2日—1906年1月7日 （1,681日）                      | [ 13 ]                                   |
| 12                                       | 7                                        | 西園寺公望                               | 西園寺公望                               | 山城國 （現京都府）                      | 立憲政友會（總裁）                             |                                                                         | 第一次西園寺內閣                                                        | 1906年1月7日—1908年7月14日 （920日）                       | [ 14 ]                                   |
| 13                                       | —                                        | 桂太郎                                   | 桂太郎                                   | 長門國 （現山口縣）                      | 無黨籍 （長州閥）                              |                                                                         | 第二次桂內閣                                                            | 1908年7月14日—1911年8月30日 （1,143日）                    | [ 15 ]                                   |
| 14                                       | —                                        | 西園寺公望                               | 西園寺公望                               | 山城國 （現京都府）                      | 立憲政友會（總裁）                             |                                                                         | 第二次西園寺內閣                                                        | 1911年8月30日—1912年12月21日 （480日） （總計任期1,400日） | [ 16 ]                                   |
| 大正時代（1912年7月30日—1926年12月25日） |                                          |                                          |                                          |                                          |                                                |                                                                         |                                                                         |                                                            |                                          |
| 15                                       | —                                        | 桂太郎                                   | 桂太郎                                   | 長門國 （現山口縣）                      | 無黨籍 （長州閥）                              |                                                                         | 第三次桂內閣                                                            | 1912年12月21日—1913年2月20日 （62日） （總計任期2,886日）  | [ 17 ]                                   |
| 16                                       | 8                                        | 山本權兵衛                               | 山本權兵衛                               | 薩摩國 （現鹿兒島縣）                    | 無黨籍 （薩摩閥）                              |                                                                         | 第一次山本內閣                                                          | 1913年2月20日—1914年4月16日 （421日）                      | [ 18 ]                                   |
| 17                                       | —                                        | 大隈重信                                 | 大隈重信                                 | 肥前國 （現佐賀縣）                      | 立宪同志会（總裁）                             |                                                                         | 第二次大隈內閣                                                          | 1914年4月16日—1916年10月9日 （908日） （總計任期1,040日）  | [ 19 ]                                   |
| 18                                       | 9                                        | 寺內正毅                                 | 寺內正毅                                 | 周防國 （現山口縣）                      | 無黨籍 （長州閥）                              |                                                                         | 寺內內閣                                                                | 1916年10月9日—1918年9月29日 （721日）                      | [ 20 ]                                   |
| 19                                       | 10                                       | 原敬                                     | 原敬                                     | 陸奧國 （現岩手縣）                      | 立憲政友會（總裁）                             |                                                                         | 原內閣                                                                  | 1918年9月29日—1921年11月4日 （1,133日）                    | [ 21 ]                                   |
| （代理）                                 | —                                        | 内田康哉                                 | 內田康哉                                 | 肥後國 （現熊本縣）                      | 無黨籍                                         |                                                                         | 原內閣                                                                  | 1921年11月4日—1921年11月13日 （10日）                      | [ 21 ]                                   |
| 20                                       | 11                                       | 高橋是清                                 | 高橋是清                                 | 武藏國 （現東京都）                      | 立憲政友會（總裁）                             |                                                                         | 高橋內閣                                                                | 1921年11月13日—1922年6月12日 （212日）                     | [ 22 ]                                   |
| 21                                       | 12                                       | 加藤友三郎                               | 加藤友三郎                               | 安藝國 （現廣島縣）                      | 無黨籍                                         |                                                                         | 加藤友三郎內閣                                                          | 1922年6月12日—1923年8月24日 （439日）                      | [ 23 ]                                   |
| （代理）                                 | —                                        | 內田康哉                                 | 內田康哉                                 | 肥後國 （現熊本縣）                      | 無黨籍                                         |                                                                         | 加藤友三郎內閣                                                          | 1923年8月24日—1923年9月2日 （10日）                        | [ 23 ]                                   |
| 22                                       | —                                        | 山本權兵衛                               | 山本權兵衛                               | 薩摩國 （現鹿兒島縣）                    | 無黨籍 （薩摩閥）                              |                                                                         | 第二次山本內閣                                                          | 1923年9月2日—1924年1月7日 （128日） （總計任期549日）      | [ 24 ]                                   |
| 23                                       | 13                                       | 清浦奎吾                                 | 清浦奎吾                                 | 肥後國 （現熊本縣）                      | 無黨籍                                         |                                                                         | 清浦內閣                                                                | 1924年1月7日—1924年6月11日 （157日）                       | [ 25 ]                                   |
| 24                                       | 14                                       | 加藤高明                                 | 加藤高明                                 | 尾張國 （現愛知縣）                      | 宪政会（總裁）                                 |                                                                         | 加藤高明內閣                                                            | 1924年6月11日—1926年1月28日 （597日）                      | [ 26 ]                                   |
| （代理）                                 | —                                        | 若槻禮次郎                               | 若槻禮次郎                               | 出雲國 （現島根縣）                      | 憲政會（總裁）                                 |                                                                         | 加藤高明內閣                                                            | 1926年1月28日—1926年1月30日 （3日）                        | [ 26 ]                                   |
| 25                                       | 15                                       | 若槻禮次郎                               | 若槻禮次郎                               | 出雲國 （現島根縣）                      | 憲政會（總裁）                                 | 第一次若槻內閣                                                          | 1926年1月30日—1927年4月20日 （446日）                                   | [ 27 ]                                                     |                                          |
| 昭和時代（1926年12月25日—1989年1月7日）  |                                          |                                          |                                          |                                          |                                                |                                                                         |                                                                         |                                                            |                                          |
| 26                                       | 16                                       | 田中义一                                 | 田中義一                                 | 長門國 （現山口縣）                      | 立憲政友會（總裁）                             |                                                                         | 田中義一內閣                                                            | 1927年4月20日—1929年7月2日 （805日）                       | [ 28 ]                                   |
| 27                                       | 17                                       | 濱口雄幸                                 | 濱口雄幸                                 | 土佐國 （現高知縣）                      | 立憲民政黨（總裁）                             |                                                                         | 濱口內閣                                                                | 1929年7月2日—1931年4月14日 （652日）                       | [ 29 ]                                   |
| 28                                       | —                                        | 若槻禮次郎                               | 若槻禮次郎                               | 出雲國 （現島根縣）                      | 立憲民政黨（總裁）                             |                                                                         | 第二次若槻內閣                                                          | 1931年4月14日—1931年12月13日 （244日） （總計任期690日）   | [ 30 ]                                   |
| 29                                       | 18                                       | 犬養毅                                   | 犬養毅                                   | 備中國 （現岡山縣）                      | 立憲政友會（總裁）                             |                                                                         | 犬養內閣                                                                | 1931年12月13日—1932年5月16日 （156日）                     | [ 31 ]                                   |
| （代理）                                 | —                                        | 高橋是清                                 | 高橋是清                                 | 武藏國 （現東京都）                      | 立憲政友會                                     |                                                                         | 犬養內閣                                                                | 1932年5月16日—1932年5月26日 （11日）                       | [ 31 ]                                   |
| 30                                       | 19                                       | 齋藤實                                   | 齋藤實                                   | 陸奧國 （現岩手縣）                      | 無黨籍                                         |                                                                         | 齋藤內閣                                                                | 1932年5月26日—1934年7月8日 （774日）                       | [ 32 ]                                   |
| 31                                       | 20                                       | 岡田啟介                                 | 岡田啟介                                 | 越前國 （現福井縣）                      | 無黨籍                                         |                                                                         | 岡田內閣                                                                | 1934年7月8日—1936年3月9日 （611日）                        | [ 33 ]                                   |
| 32                                       | 21                                       | 廣田弘毅                                 | 廣田弘毅                                 | 福岡縣                                   | 無黨籍                                         |                                                                         | 廣田內閣                                                                | 1936年3月9日—1937年2月2日 （331日）                        | [ 34 ]                                   |
| 33                                       | 22                                       | 林銑十郎                                 | 林銑十郎                                 | 石川縣                                   | 無黨籍                                         |                                                                         | 林內閣                                                                  | 1937年2月2日—1937年6月4日 （123日）                        | [ 35 ]                                   |
| 34                                       | 23                                       | 近衛文麿                                 | 近衛文麿                                 | 東京府 （現東京都）                      | 無黨籍                                         |                                                                         | 第一次近衛內閣                                                          | 1937年6月4日—1939年1月5日 （581日）                        | [ 36 ]                                   |
| 35                                       | 24                                       | 平沼騏一郎                               | 平沼騏一郎                               | 美作國 （現岡山縣）                      | 無黨籍                                         |                                                                         | 平沼內閣                                                                | 1939年1月5日—1939年8月30日 （238日）                       | [ 37 ]                                   |
| 36                                       | 25                                       | 阿部信行                                 | 阿部信行                                 | 石川縣                                   | 無黨籍                                         |                                                                         | 阿部內閣                                                                | 1939年8月30日—1940年1月16日 （140日）                      | [ 38 ]                                   |
| 37                                       | 26                                       | 米內光政                                 | 米內光政                                 | 岩手縣                                   | 無黨籍                                         |                                                                         | 米內內閣                                                                | 1940年1月16日—1940年7月22日 （189日）                      | [ 39 ]                                   |
| 38                                       | —                                        | 近衛文麿                                 | 近衛文麿                                 | 東京府 （現東京都）                      | 大政翼贊會（總裁）                             |                                                                         | 第二次近衛內閣                                                          | 1940年7月22日—1941年7月18日 （362日）                      | [ 40 ]                                   |
| 39                                       | —                                        | 近衛文麿                                 | 近衛文麿                                 | 東京府 （現東京都）                      | 大政翼贊會（總裁）                             | 第三次近衛內閣                                                          | 1941年7月18日—1941年10月18日 （93日） （總計任期1,035日）               | [ 41 ]                                                     |                                          |
| 40                                       | 27                                       | 東條英機                                 | 東條英機                                 | 東京府 （現東京都）                      | 大政翼贊會（總裁）                             |                                                                         | 東條內閣                                                                | 1941年10月18日—1944年7月22日 （1,009日）                   | [ 42 ]                                   |
| 41                                       | 28                                       | 小磯國昭                                 | 小磯國昭                                 | 栃木縣                                   | 大政翼贊會（總裁）                             |                                                                         | 小磯內閣                                                                | 1944年7月22日—1945年4月7日 （260日）                       | [ 43 ]                                   |
| 42                                       | 29                                       | 鈴木貫太郎                               | 鈴木貫太郎                               | 和泉國 （現大阪府）                      | 大政翼贊會（總裁）                             |                                                                         | 鈴木貫太郎內閣                                                          | 1945年4月7日—1945年8月17日 （133日）                       | [ 44 ]                                   |
| 43                                       | 30                                       | 東久邇宮稔彥                             | 東久邇宮稔彥                             | 京都府                                   | 無黨籍 （皇族）                                |                                                                         | 東久邇宮內閣                                                            | 1945年8月17日—1945年10月9日 （54日）                       | [ 45 ]                                   |
| 44                                       | 31                                       | 幣原喜重郎                               | 幣原喜重郎                               | 大阪府                                   | 日本進步黨（總裁）                             |                                                                         | 幣原內閣                                                                | 1945年10月9日—1946年5月22日 （226日）                      | [ 46 ]                                   |
| 45                                       | 32                                       | 吉田茂                                   | 吉田茂                                   | 東京府 （現東京都）                      | 日本自由黨（總裁）                             |                                                                         | 第一次吉田內閣                                                          | 1946年5月22日—1947年5月24日 （368日）                      | [ 47 ]                                   |
| 46                                       | 33                                       | 片山哲                                   | 片山哲                                   | 和歌山縣                                 | 日本社會黨（委員長）                           |                                                                         | 片山內閣                                                                | 1947年5月24日—1948年3月10日 （292日）                      | [ 48 ]                                   |
| 47                                       | 34                                       | 蘆田均                                   | 蘆田均                                   | 京都府                                   | 日本民主黨（總裁）                             |                                                                         | 蘆田內閣                                                                | 1948年3月10日—1948年10月15日 （220日）                     | [ 49 ]                                   |
| 48                                       | —                                        | 吉田茂                                   | 吉田茂                                   | 東京府 （現東京都）                      | 民主自由黨（總裁）                             |                                                                         | 第二次吉田內閣                                                          | 1948年10月15日—1949年2月16日 （125日）                     | [ 50 ]                                   |
| 49                                       | —                                        | 吉田茂                                   | 吉田茂                                   | 東京府 （現東京都）                      | 民主自由黨（總裁）→自由黨（總裁）              |                                                                         | 第三次吉田內閣 （第一次改組內閣） （第二次改組內閣） （第三次改組內閣） | 1949年2月16日—1952年10月30日 （1,353日）                   | [ 51 ]                                   |
| 50                                       | —                                        | 吉田茂                                   | 吉田茂                                   | 東京府 （現東京都）                      | 自由黨（總裁）                                 | 第四次吉田內閣                                                          | 1952年10月30日—1953年5月21日 （204日）                                  | [ 52 ]                                                     |                                          |
| 51                                       | —                                        | 吉田茂                                   | 吉田茂                                   | 東京府 （現東京都）                      | 自由黨（總裁）                                 | 第五次吉田內閣                                                          | 1953年5月21日—1954年12月10日 （569日） （總計任期2,616日）              | [ 53 ]                                                     |                                          |
| 52                                       | 35                                       | 鳩山一郎                                 | 鳩山一郎                                 | 東京府 （現東京都）                      | 日本民主黨（總裁）                             |                                                                         | 第一次鳩山一郎內閣                                                      | 1954年12月10日—1955年3月19日 （100日）                     | [ 54 ]                                   |
| 53                                       | 35                                       | 鳩山一郎                                 | 鳩山一郎                                 | 東京府 （現東京都）                      | 日本民主黨（總裁）→ 自由民主黨（總裁代行委員） | 第二次鳩山一郎內閣                                                      | 1955年3月19日—1955年11月22日 （249日）                                  | [ 55 ]                                                     |                                          |
| 54                                       | 35                                       | 鳩山一郎                                 | 鳩山一郎                                 | 東京府 （現東京都）                      | 自由民主黨（總裁代行委員→總裁）                |                                                                         | 第三次鳩山一郎內閣                                                      | 1955年11月22日—1956年12月23日 （398日） （總計任期745日）  | [ 56 ]                                   |
| 55                                       | 36                                       | 石橋湛山                                 | 石橋湛山                                 | 東京府 （現東京都）                      | 自由民主黨（總裁）                             |                                                                         | 石橋內閣                                                                | 1956年12月23日—1957年2月25日 （65日）                      | [ 57 ]                                   |
| 56                                       | 37                                       | 岸信介                                   | 岸信介                                   | 山口縣                                   | 自由民主黨（總裁）                             |                                                                         | 第一次岸內閣 （改組內閣）                                               | 1957年2月25日—1958年6月12日 （473日）                      | [ 58 ]                                   |
| 57                                       | 37                                       | 岸信介                                   | 岸信介                                   | 山口縣                                   | 自由民主黨（總裁）                             | 第二次岸內閣 （改組內閣）                                               | 1958年6月12日—1960年7月19日 （769日） （總計任期1,241日）               | [ 59 ]                                                     |                                          |
| 58                                       | 38                                       | 池田勇人                                 | 池田勇人                                 | 廣島縣                                   | 自由民主黨（總裁）                             |                                                                         | 第一次池田內閣                                                          | 1960年7月19日—1960年12月8日 （143日）                      | [ 60 ]                                   |
| 59                                       | 38                                       | 池田勇人                                 | 池田勇人                                 | 廣島縣                                   | 自由民主黨（總裁）                             | 第二次池田內閣 （第一次改組內閣） （第二次改組內閣） （第三次改組內閣） | 1960年12月8日—1963年12月9日 （1,097日）                                 | [ 61 ]                                                     |                                          |
| 60                                       | 38                                       | 池田勇人                                 | 池田勇人                                 | 廣島縣                                   | 自由民主黨（總裁）                             | 第三次池田內閣 （改組內閣）                                             | 1963年12月9日—1964年11月9日 （337日） （總計任期1,575日）               | [ 62 ]                                                     |                                          |
| 61                                       | 39                                       | 佐藤榮作                                 | 佐藤榮作                                 | 山口縣                                   | 自由民主黨（總裁）                             |                                                                         | 第一次佐藤內閣 （第一次改組內閣） （第二次改組內閣） （第三次改組內閣） | 1964年11月9日—1967年2月17日 （831日）                      | [ 63 ]                                   |
| 62                                       | 39                                       | 佐藤榮作                                 | 佐藤榮作                                 | 山口縣                                   | 自由民主黨（總裁）                             | 第二次佐藤內閣 （第一次改組內閣） （第二次改組內閣）                    | 1967年2月17日—1970年1月14日 （1,063日）                                 | [ 64 ]                                                     |                                          |
| 63                                       | 39                                       | 佐藤榮作                                 | 佐藤榮作                                 | 山口縣                                   | 自由民主黨（總裁）                             | 第三次佐藤內閣 （改組內閣）                                             | 1970年1月14日—1972年7月7日 （906日） （總計任期2,798日）                | [ 65 ]                                                     |                                          |
| 64                                       | 40                                       | 田中角榮                                 | 田中角榮                                 | 新潟縣                                   | 自由民主黨（總裁）                             |                                                                         | 第一次田中角榮內閣                                                      | 1972年7月7日—1972年12月22日 （169日）                      | [ 66 ]                                   |
| 65                                       | 40                                       | 田中角榮                                 | 田中角榮                                 | 新潟縣                                   | 自由民主黨（總裁）                             | 第二次田中角榮內閣 （第一次改組內閣） （第二次改組內閣）                | 1972年12月22日—1974年12月9日 （718日） （總計任期886日）                | [ 67 ]                                                     |                                          |
| 66                                       | 41                                       | 三木武夫                                 | 三木武夫                                 | 德島縣                                   | 自由民主黨（總裁）                             |                                                                         | 三木內閣 （改組內閣）                                                   | 1974年12月9日—1976年12月24日 （747日）                     | [ 68 ]                                   |
| 67                                       | 42                                       | 福田赳夫                                 | 福田赳夫                                 | 群馬縣                                   | 自由民主黨（總裁）                             |                                                                         | 福田赳夫內閣 （改組內閣）                                               | 1976年12月24日—1978年12月7日 （714日）                     | [ 69 ]                                   |
| 68                                       | 43                                       | 大平正芳                                 | 大平正芳                                 | 香川縣                                   | 自由民主黨（總裁）                             |                                                                         | 第一次大平內閣                                                          | 1978年12月7日—1979年11月9日 （338日）                      | [ 70 ]                                   |
| 69                                       | 43                                       | 大平正芳                                 | 大平正芳                                 | 香川縣                                   | 自由民主黨（總裁）                             | 第二次大平內閣                                                          | 1979年11月9日—1980年6月12日 （217日） （總計任期554日）                 | [ 71 ]                                                     |                                          |
| （代理）                                 | —                                        | 伊東正義                                 | 伊東正義                                 | 福島縣                                   | 自由民主黨                                     | 第二次大平內閣                                                          |                                                                         | [ 71 ]                                                     | 1980年6月12日—1980年7月17日 （35日）     |
| 70                                       | 44                                       | 鈴木善幸                                 | 鈴木善幸                                 | 岩手縣                                   | 自由民主黨（總裁）                             |                                                                         | 鈴木善幸內閣 （改組內閣）                                               | 1980年7月17日—1982年11月27日 （864日）                     | [ 72 ]                                   |
| 71                                       | 45                                       | 中曾根康弘                               | 中曾根康弘                               | 群馬縣                                   | 自由民主黨（總裁）                             |                                                                         | 第一次中曾根內閣                                                        | 1982年11月27日—1983年12月27日 （396日）                    | [ 73 ]                                   |
| 72                                       | 45                                       | 中曾根康弘                               | 中曾根康弘                               | 群馬縣                                   | 自由民主黨（總裁）                             | 第二次中曾根內閣 （第一次改組內閣） （第二次改組內閣）                  | 1983年12月27日—1986年7月22日 （939日）                                  | [ 74 ]                                                     |                                          |
| 73                                       | 45                                       | 中曾根康弘                               | 中曾根康弘                               | 群馬縣                                   | 自由民主黨（總裁）                             | 第三次中曾根內閣                                                        | 1986年7月22日—1987年11月6日 （473日） （總計任期1,806日）               | [ 75 ]                                                     |                                          |
| 74                                       | 46                                       | 竹下登                                   | 竹下登                                   | 島根縣                                   | 自由民主黨（總裁）                             |                                                                         | 竹下內閣 （改組內閣）                                                   | 1987年11月6日—1989年6月3日 （576日）                       | [ 76 ]                                   |
| 平成時代（1989年1月8日—2019年4月30日）   |                                          |                                          |                                          |                                          |                                                |                                                                         |                                                                         |                                                            |                                          |
| 75                                       | 47                                       | 宇野宗佑                                 | 宇野宗佑                                 | 滋賀縣                                   | 自由民主黨（總裁）                             |                                                                         | 宇野內閣                                                                | 1989年6月3日—1989年8月10日 （69日）                        | [ 77 ]                                   |
| 76                                       | 48                                       | 海部俊樹                                 | 海部俊樹                                 | 愛知縣                                   | 自由民主黨（總裁）                             |                                                                         | 第一次海部內閣                                                          | 1989年8月10日—1990年2月28日 （203日）                      | [ 78 ]                                   |
| 77                                       | 48                                       | 海部俊樹                                 | 海部俊樹                                 | 愛知縣                                   | 自由民主黨（總裁）                             | 第二次海部內閣 （改組內閣）                                             | 1990年2月28日—1991年11月5日 （616日） （總計任期818日）                 | [ 79 ]                                                     |                                          |
| 78                                       | 49                                       | 宮澤喜一                                 | 宮澤喜一                                 | 東京府 （現東京都）                      | 自由民主黨（總裁）                             |                                                                         | 宮澤內閣 （改組內閣）                                                   | 1991年11月5日—1993年8月9日 （644日）                       | [ 80 ]                                   |
| 79                                       | 50                                       | 細川護熙                                 | 細川護熙                                 | 東京府 （現東京都）                      | 日本新黨（代表）                               |                                                                         | 細川內閣                                                                | 1993年8月9日—1994年4月28日 （263日）                       | [ 81 ]                                   |
| 80                                       | 50                                       | 羽田孜                                   | 羽田孜                                   | 東京府 （現東京都）                      | 新生黨（黨首）                                 |                                                                         | 羽田內閣                                                                | 1994年4月28日—1994年6月30日 （64日）                       | [ 82 ]                                   |
| 81                                       | 50                                       | 村山富市                                 | 村山富市                                 | 大分縣                                   | 日本社會黨（委員長）                           |                                                                         | 村山內閣 （改組內閣）                                                   | 1994年6月30日—1996年1月11日 （561日）                      | [ 83 ]                                   |
| 82                                       | 53                                       | 橋本龍太郎                               | 橋本龍太郎                               | 東京府 （現東京都）                      | 自由民主黨（總裁）                             |                                                                         | 第一次橋本內閣                                                          | 1996年1月11日—1996年11月7日 （302日）                      | [ 84 ]                                   |
| 83                                       | 53                                       | 橋本龍太郎                               | 橋本龍太郎                               | 東京府 （現東京都）                      | 自由民主黨（總裁）                             | 第二次橋本內閣 （改組內閣）                                             | 1996年11月7日—1998年7月30日 （631日） （總計任期932日）                 | [ 85 ]                                                     |                                          |
| 84                                       | 54                                       | 小淵惠三                                 | 小淵惠三                                 | 群馬縣                                   | 自由民主黨（總裁）                             |                                                                         | 小淵內閣 （第一次改組內閣） （第二次改組內閣）                          | 1998年7月30日—2000年4月5日 （616日）                       | [ 86 ]                                   |
| 85                                       | 55                                       | 森喜朗                                   | 森喜朗                                   | 石川縣                                   | 自由民主黨（總裁）                             |                                                                         | 第一次森內閣                                                            | 2000年4月5日—2000年7月4日 （91日）                         | [ 87 ]                                   |
| 86                                       | 55                                       | 森喜朗                                   | 森喜朗                                   | 石川縣                                   | 自由民主黨（總裁）                             | 第二次森內閣 （改組內閣，中央省廳再編前） （改組內閣，中央省廳再編後）  | 2000年7月4日—2001年4月26日 （297日） （總計任期387日）                  | [ 88 ]                                                     |                                          |
| 87                                       | 56                                       | 小泉純一郎                               | 小泉純一郎                               | 神奈川縣                                 | 自由民主黨（總裁）                             |                                                                         | 第一次小泉內閣 （第一次改組內閣） （第二次改組內閣）                    | 2001年4月26日—2003年11月19日 （938日）                     | [ 89 ]                                   |
| 88                                       | 56                                       | 小泉純一郎                               | 小泉純一郎                               | 神奈川縣                                 | 自由民主黨（總裁）                             | 第二次小泉內閣 （改組內閣）                                             | 2003年11月19日—2005年9月21日 （673日）                                  | [ 90 ]                                                     |                                          |
| 89                                       | 56                                       | 小泉純一郎                               | 小泉純一郎                               | 神奈川縣                                 | 自由民主黨（總裁）                             | 第三次小泉內閣 （改組內閣）                                             | 2005年9月21日—2006年9月26日 （371日） （總計任期1,980日）               | [ 91 ]                                                     |                                          |
| 90                                       | 57                                       | 安倍晋三                                 | 安倍晉三                                 | 東京都                                   | 自由民主黨（總裁）                             |                                                                         | 第一次安倍內閣 （改組內閣）                                             | 2006年9月26日—2007年9月26日 （366日）                      | [ 92 ]                                   |
| 91                                       | 58                                       | 福田康夫                                 | 福田康夫                                 | 東京府 （現東京都）                      | 自由民主黨（總裁）                             |                                                                         | 福田康夫內閣 （改組內閣）                                               | 2007年9月26日—2008年9月24日 （365日）                      | [ 93 ]                                   |
| 92                                       | 59                                       | 麻生太郎                                 | 麻生太郎                                 | 福岡縣                                   | 自由民主黨（總裁）                             |                                                                         | 麻生內閣                                                                | 2008年9月24日—2009年9月16日 （358日）                      | [ 94 ]                                   |
| 93                                       | 60                                       | 鳩山由紀夫                               | 鳩山由紀夫                               | 東京都                                   | 民主黨（代表）                                 |                                                                         | 鳩山由紀夫內閣                                                          | 2009年9月16日—2010年6月8日 （266日）                       | [ 95 ]                                   |
| 94                                       | 61                                       | 菅直人                                   | 菅直人                                   | 山口縣                                   | 民主黨（代表）                                 |                                                                         | 菅直人內閣 （第一次改組內閣） （第二次改組內閣）                        | 2010年6月8日—2011年9月2日 （452日）                        | [ 96 ]                                   |
| 95                                       | 62                                       | 野田佳彥                                 | 野田佳彥                                 | 千葉縣                                   | 民主黨（代表）                                 |                                                                         | 野田內閣 （第一次改組內閣） （第二次改組內閣） （第三次改組內閣）       | 2011年9月2日—2012年12月26日 （482日）                      | [ 97 ]                                   |
| 96                                       | —                                        | 安倍晉三                                 | 安倍晉三                                 | 東京都                                   | 自由民主黨（總裁）                             |                                                                         | 第二次安倍內閣 （改組內閣）                                             | 2012年12月26日—2014年12月24日 （729日）                    | [ 98 ]                                   |
| 97                                       | —                                        | 安倍晉三                                 | 安倍晉三                                 | 東京都                                   | 自由民主黨（總裁）                             | 第三次安倍內閣 （第一次改組內閣） （第二次改組內閣） （第三次改組內閣） | 2014年12月24日—2017年11月1日 （1,044日）                                | [ 99 ]                                                     |                                          |
| 98                                       | —                                        | 安倍晉三                                 | 安倍晉三                                 | 東京都                                   | 自由民主黨（總裁）                             | 第四次安倍內閣 （第一次改組內閣） （第二次改組內閣）                    | 2017年11月1日—2020年9月16日 （1,051日） （總計任期3,188日）             | [ 100 ]                                                    |                                          |
| 令和時代（2019年5月1日—）                |                                          |                                          |                                          |                                          |                                                |                                                                         |                                                                         |                                                            |                                          |
| 99                                       | 63                                       | 菅义伟                                   | 菅义伟                                   | 秋田县                                   | 自由民主黨（總裁）                             |                                                                         | 菅義偉內閣                                                              | 2020年9月16日—2021年10月4日 （384日）                      | [ 101 ]                                  |
| 100                                      | 64                                       | 岸田文雄                                 | 岸田文雄                                 | 東京都                                   | 自由民主黨（總裁）                             |                                                                         | 第一次岸田內閣                                                          | 2021年10月4日—2021年11月10日 （38日）                      | [ 102 ]                                  |
| 101                                      | 64                                       | 岸田文雄                                 | 岸田文雄                                 | 東京都                                   | 自由民主黨（總裁）                             | 第二次岸田內閣 （第一次改組內閣） （第二次改組內閣）                    | 2021年11月10日—2024年10月1日 （1056日） （總計任期1094日）              | [ 103 ]                                                    |                                          |
| 102                                      | 65                                       | 石破茂                                   | 石破茂                                   | 東京都                                   | 自由民主黨（總裁）                             |                                                                         | 第一次石破內閣                                                          | 2024年10月1日—2024年11月11日 （42日）                      | [ 104 ]                                  |
| 103                                      | 65                                       | 石破茂                                   | 石破茂                                   | 東京都                                   | 自由民主黨（總裁）                             | 第二次石破內閣                                                          | 2024年11月11日至今 （277日） （總計任期319日）                          | [ 105 ]                                                    |                                          |

## 在世前內閣總理大臣
截至2025年8月，共有11位前日本內閣總理大臣仍在世：
| 姓名       | 任期                        | 出生日期       |
| ---------- | --------------------------- | -------------- |
| 細川護熙   | 1993年8月9日—1994年4月28日  | 1938年1月14日  |
| 村山富市   | 1994年6月30日—1996年1月11日 | 1924年3月3日   |
| 森喜朗     | 2000年4月5日—2001年4月26日  | 1937年7月14日  |
| 小泉純一郎 | 2001年4月26日—2006年9月26日 | 1942年1月8日   |
| 福田康夫   | 2007年9月26日—2008年9月24日 | 1936年7月16日  |
| 麻生太郎   | 2008年9月24日—2009年9月16日 | 1940年9月20日  |
| 鳩山由紀夫 | 2009年9月16日—2010年6月8日  | 1947年2月11日  |
| 菅直人     | 2010年6月8日—2011年9月2日   | 1946年10月10日 |
| 野田佳彥   | 2011年9月2日—2012年12月26日 | 1957年5月20日  |
| 菅义伟     | 2020年9月16日—2021年10月4日 | 1948年12月6日  |
| 岸田文雄   | 2021年10月4日—2024年10月1日 | 1957年7月29日  |

最近去世的一位前日本內閣總理大臣是安倍晋三，他於2022年7月8日遇刺身亡，享壽67歲。